# Poecilochaetus serpens
Poecilochaetus serpens är en ringmaskart som beskrevs av Allen 1904. Poecilochaetus serpens ingår i släktet Poecilochaetus och familjen Poecilochaetidae. Arten är reproducerande i Sverige. Utöver nominatformen finns också underarten P. s. honiarae.